# إليزابيث بلوخمان
إليزابيث بلوخمان (بالإنجليزية: Elisabeth Blochmann)‏ (تُلفظ بالألمانية: [ˈblɔχman]) (من مواليد 27 أبريل 1892 في آبلدا - تُوفيت في يناير 1972 في ماربورغ) كانت عالمة بارزة في التعليم والفلسفة، ورائدة في مجال تعليم المرأة في ألمانيا.

## حياتها
ولدت إليزابيث في عام 1892 للمدعي العام الدكتور هاينريش بلوخمان وزوجته آنا ني ساكس في عائلة من الطبقة المتوسطة - وهي يهودية ألمانية، نشأت في عاصمة فايمار الكبرى في ذلك الوقت، حيث حضرت مدرسة البنات العليا كممرضة مساعدة. عملت كممرضة في لازاريت في فايمار خلال السنة الأولى من الحرب العالمية الأولى، ثم لمدة سنتين كمدرسة في Großherzogliche Sophienstift. التحقت في عام 1917 إلى جامعة ينا لدراسة التاريخ والفلسفة الألمانية والأدب. ثم انتقلت إلى جامعة ستراسبورغ في ألمانيا، حيث حضرت محاضرات جورج سيمل، وبعد فصل دراسي واحد ونهاية الحرب عادت إلى جامعة ماربورغ، حيث ركزت على تاريخ العصور الوسطى وعلى علم التربية والفلسفة. كان معلمها البارز نيو نوث كانطي بول. في عام 1919، انتقلت إلى جامعة غوتينغن، حيث التقت بمعلمها الأكاديمي هيرمان نوهل. في عام 1922، اجتازت امتحان الدولة المؤهل لها للتدريس في الصالة الرياضية، وفي عام 1923، حصلت على درجة الدكتوراه في التاريخ.
حتى عام 1926، كانت بلوخمان مدربة في «مدرسة المرأة الاجتماعية» في ثيل، هارتس. من 1926 إلى 1930 ومحاضر في دار Pestalozzi-Fröbel ، ومن 1930 عملت كأستاذة في علم التربية الاجتماعية والنظرية في أكاديمية التعليم في «هاله (سكسونيا-أنهالت)». بعد صعود النازيين إلى السلطة، تم فصلها من هذا المنصب في عام 1933 بسبب أصلها اليهودي، وهربت عبر هولندا إلى إنجلترا. وعلى عكس جميع المهاجرين الألمان تمكنت من الحصول على وظيفة دائمة في مؤسسة مرموقة، هي ليدي مارغريت هول، أقدم كلية نسائية في جامعة أوكسفورد، حيث كانت أيضًا محاضِرة في التعليم الجامعي (منذ عام 1945). وفي عام 1938حصلت على درجة الماجستير في أكسفورد، وفي عام 1947، أصبحت مواطنة بريطانية.
في عام 1952، تمت دعوتها مرة أخرى إلى جامعة ماربورغ، من أجل تعيين أول رئيس مستقل مؤسس للتعليم العام. وقررت قبول هذه الدعوة على الرغم من العديد من المخاوف. خلال تلك السنة، أصبحت في البداية رئيسة للكرسي، ثم بروفيسور. خلال وقتها في ماربورغ، كانت مرشدة لمجموعة كبيرة من علماء التعليم، وكثير منهم أصبحوا من العلماء البارزين والإداريين. في عام 1960، تقاعدت بلوخمان.
في عام 1972، توفيت إليزابيث بلوخمان بسبب السرطان في ماربورغ. وتم دفنها في مقبرة Ockershäuser. في الآونة الأخيرة، سميت ساحة في «المركز الجديد» في وسط مدينة ماربورغ باسمها.

## أعمالها
عملت بلوخمان في التاريخ والفلسفة والأدب والتعليم. وكان لها دورا رئيسيا في تأسيس العمل العلمي في رياض الأطفال وكذلك في تعليم المرأة مثل إنشاءها مدارس للبنات في ألمانيا.

## بلوخمان ومارتن هيدجر
كانت بلوخمان مهتمة جدا بتاريخ الفلسفة وخاصة قضية بلكمان البخاري مع مدرسها الفلسفي مارتن هايدغر. كان الفريد هيدجر وإليزابيث بلوخمان أصدقاء وزملاء سابقين.
القصة موثقة بشكل جيد في طبعة 1989 من رسائلهم، ابتداء من عام 1918.

## فهرس
- دراسة حول بدايات تعليم البنات في ألمانيا. هايدلبرغ، 1966.
- هيرمان نوهل في الحركة التربوية في عصره، 1879-1960، غوتنغن، 1969.